# Epsilon achterbergi
Epsilon achterbergi är en stekelart som beskrevs av Giordani Soika 1995. Epsilon achterbergi ingår i släktet Epsilon och familjen Eumenidae. Inga underarter finns listade i Catalogue of Life.